# Luca Bandirali
Luca Bandirali (Latina, 10 luglio 1973) è un critico cinematografico italiano.

## Biografia
Si laurea in architettura presso l'Università la Sapienza di Roma con una tesi sulla Teoria dello Spazio Drammaturgico (relatore Franco Purini).
Dal 2000 è redattore della rivista di cultura cinematografica Segnocinema.
Dal 2005 è conduttore di Hollywood Party di Rai Radio 3.
Dal 2006 è docente universitario a contratto presso l'Università del Salento e membro del Center for Black Music Research/Europe diretto da Gianfranco Salvatore.
Dal 2007 è consulente del Festival di musica per il cinema Creuza de mä di Carloforte.
Ha collaborato con Sabina Guzzanti alla sceneggiatura del film Le ragioni dell'aragosta e ai testi dello spettacolo teatrale Vilipendio; ha scritto con Pier Francesco Loche lo spettacolo Giocare col mondo.
Ha pubblicato articoli, saggi e interventi anche su: Alfabeta2, Close Up, Il Fatto Quotidiano, Psiche, Eidos, Blow Up.

## Opere

### Libri
- Musica per l'immagine. Conversazioni con Ennio Morricone, Nicola Piovani, Riccardo Giagni, Torrice, Net Art Company, 2002.
- (con Stefano D'Amadio) Buongiorno, notte. Le ragioni e le immagini, Lecce, Argo, 2004. ISBN 88-8234-321-9.
- Viva Zapatero!, Milano, Bur, 2005. ISBN 88-17-00775-7.
- Mario Nascimbene. Compositore per il cinema, Lecce, Argo, 2005. ISBN 88-8234-349-9.
- Le ragioni dell'aragosta, Milano, Bur, 2008. ISBN 978-88-17-02251-4.
- (a cura di) Musica/Regia. Il testo sonoro nel cinema italiano del presente: storia e testimonianze, Lecce, Argo, 2008. ISBN 978-88-8234-102-2.
- (con Enrico Terrone), Nell'occhio, nel cielo. Teoria e storia del cinema di fantascienza,[4] Torino, Lindau, 2008. ISBN 978-88-7180-716-4.
- (con Enrico Terrone), Il sistema sceneggiatura. Scrivere e descrivere i film,[5][6] Torino, Lindau, 2009. ISBN 978-88-7180-831-4.
- (con Enrico Terrone), Filosofia delle serie tv. Dalla scena del crimine al trono di spade, Udine, Mimesis, 2013. ISBN 978-88-5751-2921.
- Nuovo Rap Italiano. La rinascita, Roma-Viterbo, Stampa Alternativa Nuovi Equilibri, 2013. ISBN 978-88-6222-3676.
- "MEDIUM LOCI - Spazio, Ambiente, Paesaggio nella narrazione audiovisiva" Cosenza, Pellegrini, 14 Dicembre 2022. ISBN 979-12-2050-1415